# 1. FC Neubrandenburg 04
1. FC Neubrandenburg 04 is een Duitse voetbalclub uit Neubrandenburg, Mecklenburg-Voor-Pommeren.

## Geschiedenis

### DDR-tijd
De club werd in 1947 opgericht als SG Neubrandenburg, die kort daarna de naam SG Fritz Reuter aannam. Op 1 mei 1950 werd de club om financiële redenen een BSG en nam de naam BSG Energie Neubrandenburg aan. De club speelde steeds in de hoogste klasse van Mecklenburg en bij de invoering van de Bezirksliga in 1952 werd de club in de Bezirksliga Neubrandenburg ingedeeld, de derde klasse. De naam werd inmiddels gewijzigd naar BSG Turbine. Na een vicetitel werd de club in 1954 kampioen en promoveerde naar de DDR-Liga. De club degradeerde meteen weer en speelde in de nieuwe II. DDR-Liga, maar degradeerde ook hier en belandde in de Bezirksliga die nu de vierde klasse werd. Als vicekampioen achter stadsrivaal Vorwärts Neubrandenburg promoveerde de club meteen weer. Op 1 mei 1962 werd de voetbalafdeling van BSG Turbine ontbonden en opgeslorpt door de sportclub SC Neubrandenburg.
SC Neubrandenburg schopte het tot in de DDR-Oberliga, waar de club meteen degradeerde. In 1965 besloot de overheid om de voetbalafdelingen van sportclubs zelfstandig te maken in een FC. De districten Neubrandenburg, Cottbus en Potsdam werden hiervoor te licht bevonden en de voetbalafdeling van SC ging op 19 januari 1966 op in FSV Neubrandenburg dat op 22 april 1966 opging in BSG Post Neubrandenburg. De club speelde tot aan het einde van de DDR in de DDR-Liga en werd in de eerste twee seizoenen tweede en eindigde voor de rest in de betere middenmoot op enkele uitzonderingen na. Tot 1984 was rivaal Vorwärts een geduchte concurrent, daarna werd de club ontbonden. De DDR-Liga werd teruggebracht van vijf naar twee reeksen en hoewel BSG Post zick kwalificeerde kreeg de club het moeilijker nu. Tot 1985 speelde de club in het Friedrich-Ludwig-Jahn-Stadion dat plaats bood aan 10.000 toeschouwers, hierna verhuisde de club naar het Günther-Harder-Stadion dat aan 5.000 toeschouwers plaats bood. In het laatste seizoen van de DDR-Liga werd de club negende.

### 1. FC Neubrandenburg
Na de Duitse hereniging konden de BSG's niet blijven bestaan. In de loop van 1990 werd Mecklenburger Sportverein Post Neubrandenburg opgericht door de spelers van BSG Post. De club kwalificeerde zich voor de Oberliga NOFV-Nord, de derde klasse. In 1991 werd de naam SV Post Telekom aangenomen. Na twee seizoenen in de subtop werd de naam FC Neubrandenburg aangenomen. In 1995 degradeerde de club naar de Verbandsliga Mecklenburg-Vorpommern dat na de invoering van de Regionalliga in 1994 nu de vijfde klasse was.
In 1999 fuseerde de club met SV Tollense Neubrandenburg tot FC Tollense Neubrandenburg. In 2004 volgde een nieuwe fusie, deze keer met SV NEVAG tot het huidige 1. FC Neubrandenburg 04. De geel-blauwe clubkleuren werden vervangen in blauw-wit. Het traditionele geel werd op verzoek van de fans wel nog gebruikt bij uitwedstrijden. In 2005 degradeerde de club naar de Landesliga, maar kon meteen terugkeren naar de Verbandsliga, dat sinds 2008 de zesde klasse is. In 2011 promoveerde de club naar de Oberliga. In 2016 ging de club failliet en degradeerde zo. 

## Geschiedenis
- Officiële website

FSV Bentwisch ·
VfL Bergen 94 ·
Güstrower SC 09 ·
FSV Kühlungsborn ·
Malchower SV 90 ·
1. FC Neubrandenburg 04 ·
MSV Pampow ·
SV Pastow ·
Penzliner SV ·
SF Hafen Rostock ·
Rostocker FC ·
FC FK Rene Schneider ·
FC Schönberg 95 ·
FC Mecklenburg Schwerin ·
Sievershäger SV ·
SpVgg Torgelow-Ueckermünde ·
SV Warnemünde ·
PSV Wismar